# Charlie Wilson (músico)
Charlie Wilson (Tulsa, 29 de janeiro de 1953) é um cantor de R&B americano. Foi líder da banda The Gap Band, tendo definido o som do R&B e do funk dos anos 80 com singles como "You Dropped a Bomb on Me", "Burn Rubber on Me" e "Outstanding". Influenciou gerações de cantores como R. Kelly, Justin Timberlake e D'Angelo.

## Biografia
Filho de uma professora de música e administradora e de um pregador pentecostal, Charles sempre viveu rodeado de música.
Quando estava na escola secundária, Charles e os seus irmãos Ronnie e Robert criaram a banda The Gap Band. Um amigo de Oklahoma chamado Leon Russell deu-lhes a oportunidade de atuarem na abertura de um concerto dos Rolling Stones.
Depois de se iniciarem ao vivo nos anos 70, nos anos seguintes conseguiram produzir diversos hits que dominaram as tabelas. Mas enquanto a The Gap Band atingia o sucesso, a vida pessoal de Charles ficou ruim, ao tornar-se viciado em cocaína e álcool, acabando a viver nas ruas de Hollywood.
Depois de anos nas ruas, o primo de Charles levou-o a um programa de reabilitação de 28 dias, onde conheceu a assistente social que se tornaria a sua esposa e o ajudaria a mudar de vida.
Atualmente Wilson recuperou o seu status na música pop. Teve uma série de colaborações com Snoop Dogg que levaram a trabalhar com Justin Timberlake, Pharrell Williams e Kanye West.